# Век разума
«Век Разума» (англ. The Age of Reason) — последний из знаменитых трактатов Томаса Пейна, в котором содержится весьма смелая для своего времени критика Библии, богословия и организованной религии.
Первая часть трактата была написана Пейном во французской тюрьме, куда он был заключён якобинцами за осуждение казни Людовика XVI. Французский перевод увидел свет раньше английского оригинала, в 1794 году. Вторая часть, написанная по совету Дж. Монро, вышла в свет два года спустя.
Хотя Пейн и подчёркивал свою веру в «высшее существо», его деизм был воспринят консервативной американской общественностью и духовенством как завуалированный атеизм. До конца жизни Пейн сделался изгоем и был вынужден отойти от участия в общественной жизни Соединённых Штатов.
Термин «век разума» стал в США синонимом понятия «эпоха Просвещения». Начатый Пейном критический пересмотр библейской традиции был продолжен рационалистами XIX века. Часто цитируются строки из трактата: «Я питаю искреннее отвращение к Библии — как и ко всему жестокому».